# Abilio Sáiz López
Abilio Sáiz López (ur. 9 maja 1910 w Montejo de Bricia, zm. 18 sierpnia 1936 w La Tejera) – hiszpański brat zakonny, dominikanin, męczennik, ofiara wojny domowej w Hiszpanii w latach 1936-39, błogosławiony Kościoła katolickiego.

## Życiorys
Urodził się w 1910 roku w Montejo de Bricia. Wstąpił do zakonu dominikanów, w którym złożył śluby zakonne. W czasie wojny domowej w Hiszpanii 18 sierpnia 1936 został zamordowany przez republikanów razem z innymi dominikanami z zakonu w La Tejera, w hiszpańskiej Asturii. 26 czerwca 2006 roku papież Benedykt XVI podpisał dekret o męczeństwie jego i towarzyszy. 28 października 2007 tenże papież beatyfikował jego i 497 innych męczenników z okresu wojny domowej w Hiszpanii.  